# Ray Mantilla
Ray Mantilla (22. června 1934 New York – 21. března 2020) byl americký jazzový bubeník. Svou kariéru zahájil v padesátých letech, kdy hrál převážně latin jazz a později působil jak jako studiový hudebník, tak absolvoval několik turné s různými hudebníky. V šedesátých letech se usadil v Portoriku, kde vedl vlastní skupinu. V roce 1970 stal u zrodu skupiny M'Boom, kterou vedl jazzový bubeník Max Roach a později byl členem skupiny Jazz Messengers bubeníka Arta Blakeyho. Během své kariéry spolupracoval s mnoha hudebníky, mezi které patří například Jack McDuff, Gato Barbieri, Cedar Walton nebo Mickey Tucker.